# 集团军级支队C
集团军级支队C（Armee-Abteilung C）又名施特兰茨集团军级支队（Armee-Abteilung Strantz），是第一次世界大战期間德军的一个军團级单位，該單位一直在西方戰線战场作战。战争结束时，该單位仍然存在。